# Juan Manuel Gálvez
Juan Manuel Gálvez Durón (ur. 10 czerwca 1887, zm. 20 sierpnia 1972) – honduraski polityk i adwokat, działacz Partii Narodowej, minister spraw wewnętrznych w 1928, minister wojny w latach 1933-1948, zwolennik dyktatora Tiburcio Cariasa Andino, którego zastąpił 1 stycznia 1949 na stanowisku prezydenta. 5 grudnia 1954 ustąpił na skutek problemów zdrowotnych. Był założycielem Narodowego Ruchu Reformistycznego.